# (74100) 1998 QE26
(74100) 1998 QE26 – planetoida z pasa głównego asteroid okrążająca Słońce w ciągu 4,56 lat w średniej odległości 2,75 j.a. Odkryta 25 sierpnia 1998 roku.